# Ida Delmas
Ida Delmas fue una actriz de cine, radio y teatro argentina.

## Carrera
Ida Delmas se destacó en los albores del teatro porteño a comienzos del siglo XX, actuando en primeras compañías y con notables intérpretes de la escena nacional como Floren Delbene, Pedro Quartucci, Vicente Climent, Jorge de la Riestra, Blanca del Prado, Perla Mary, Pedro Tocci, Lalo Malcolm, entre otros.
Se llamaban "Commére" a la artista encargada de anunciar todos los cuadros que salían en una obra de teatro, que casi siempre solía equivocarse en la letra, pero lo hacía con tanta arrobadora y graciosa despreocupación que el público aplaudía. Delmas trabajó en calidad de Commére también en el Teatro Porteño, y luego, en el Teatro Ópera. Fue la primera en presentar al actor francés Maurice Chevalier, muy de moda en esa época. Las ropas con las que se solía vestir las traían de París la esposa del dueño del Teatro Tabarís.
Iniciada en el teatro de revistas a comienzos de 1920 como  "Dama joven" y "Commére" en un espectáculo junto a las vedettes Sofía Bozán, Carmen Lamas y Gloria Guzmán, sobresalió por su físico estupendo y mucha elegancia. Integró, entre otras compañías, la dirigida por Ivo Pelay y Luis César Amadori a fines de la década del '20 en el Teatro Maipo. Trabajó en obras como Parra y su pibe y Urutaú ambas con la Compañía del primer actor Florencio Parravicini; Pasen a ver el fenómeno, de Ivo Pelay y Manuel Romero, on María Turgenova, Marcelo Ruggero, José Ramírez, Miguel Gómez Bao y León Zárate; La Princesita Vanidad, con Abelardo Farías; Lulú, con la Gran Compañía de Comedias Musicales y Piezas de Gran Espectáculo encabezada por las hermanas Laura y Victoria Pinillos; Lulú; Bataclana; La gringa Federika, junto a Delfina Fuente; La dama perdida; Un tal Servando Gómez, junto a la compañía que conformó junto a Luis Arata y Vicente Thomas; El conventillo de la Paloma, en el Teatro Presidente Alvear; Así es la vida, estrenada en el Teatro Presidente Alvear, con la compañía encabezada por Luis Arata; y La importancia de llamarse Ernesto.
Luego del género de la revista pasa a la comedia tras integrar el elenco estable de El proceso de Mary Dugan. Trabajó siete años con la compañía teatral de Enrique de Rosas, en giras en Europa. En 1926 conoció al intimo amigo de Rosas, el cantor y actor Carlos Gardel, quien se unió al elenco en 1933 para cantar el tango Fin de fiesta. Se convirtió en una gran amiga del "Zorzal criollo", quien solía recurrir a ella para escapar de la muchedumbre que lo esperaba afuera del teatro. Tras la trágica muerte de Gardel, Delmas se hizo muy amiga de Berta, la madre de Carlos, tal es así que fue a visitarla con Ernesto, quien era el hermano de la actriz Matilde Rivera y cuñado de Enrique de Rosas, para darle el pésame y Berta le regaló a éste las pulsera que llevó Gardel durante tantos años.
Fue, entre otras cosas, la primera actriz argentina en platinarse el pelo (ya que originalmente era morocha) por recomendación del director Manuel Romero quien le había dado el papel de una francesa en una de sus películas. Fue, incluso, la primera actriz en platinarse el pelo antes que la estadounidense Jean Harlow lo hiciera.
En cine actuó en dos películas: la española Sor Angélica (1934), dirigida por Francisco Gargallo, con protagónicos de Lina Yegros y Ramón de Sentmenat; y Poncho blanco (1936), con dirección de Francisco Pablo Donadío, junto a José Otal y Luisa Vehil.
También trabajó en radioteatros como en 1955 con Y son mis hijos junto a Antonio Provitilo, y los pequeños Dianita Arias y Panchito Lombard.

## Filmografía
- 1934: Sor Angélica.
- 1936: Poncho blanco

## Teatro
- 1922: Parra y su pibe
- 1922: Urutaú
- 1924/1925: Pasen a ver el fenómeno.
- 1926: La Princesita Vanidad.
- 1929: Lulú.
- 1929: Yes.
- 1929: Bataclana
- 1930: Nené.
- 1930: Cuando son tres.
- 1930: La gringa Federika.
- 1933: Giras con la compañía de Enrique de Rosas
- 1936: Siete puñales.
- 1941: La dama perdida.
- 1942: Un tal Servando Gómez.
- 1943: El conventillo de la Paloma.
- 1947: Al campo
- 1951: Así es la vida, estrenada en el Teatro Presidente Alvear, con la compañía encabezada por Luis Arata.
- 1952: La importancia de llamarse Ernesto.
- El proceso de Mary Dugan